# Leniwiec pstry
Leniwiec pstry (Bradypus variegatus) – gatunek ssaka z rodziny leniwcowatych (Bradypodidae). Cechuje się gęstym futrem porośniętym glonami, dającym schronienie motylom. Występuje w neotropikalnej Ameryce, zasiedla korony drzew, z których schodzi raz w tygodniu celem defekacji. Porusza się powoli, zwieszając się poniżej gałęzi. Żywi się liśćmi. Samica rodzi pojedyncze młode. Z uwagi na szeroki zasięg występowania nie zagraża mu wyginięcie.

## Genetyka
Kariotyp obejmuje diploidalną liczbę chromosomów 54–55 z liczbą fundamentalną 56–58.

## Budowa

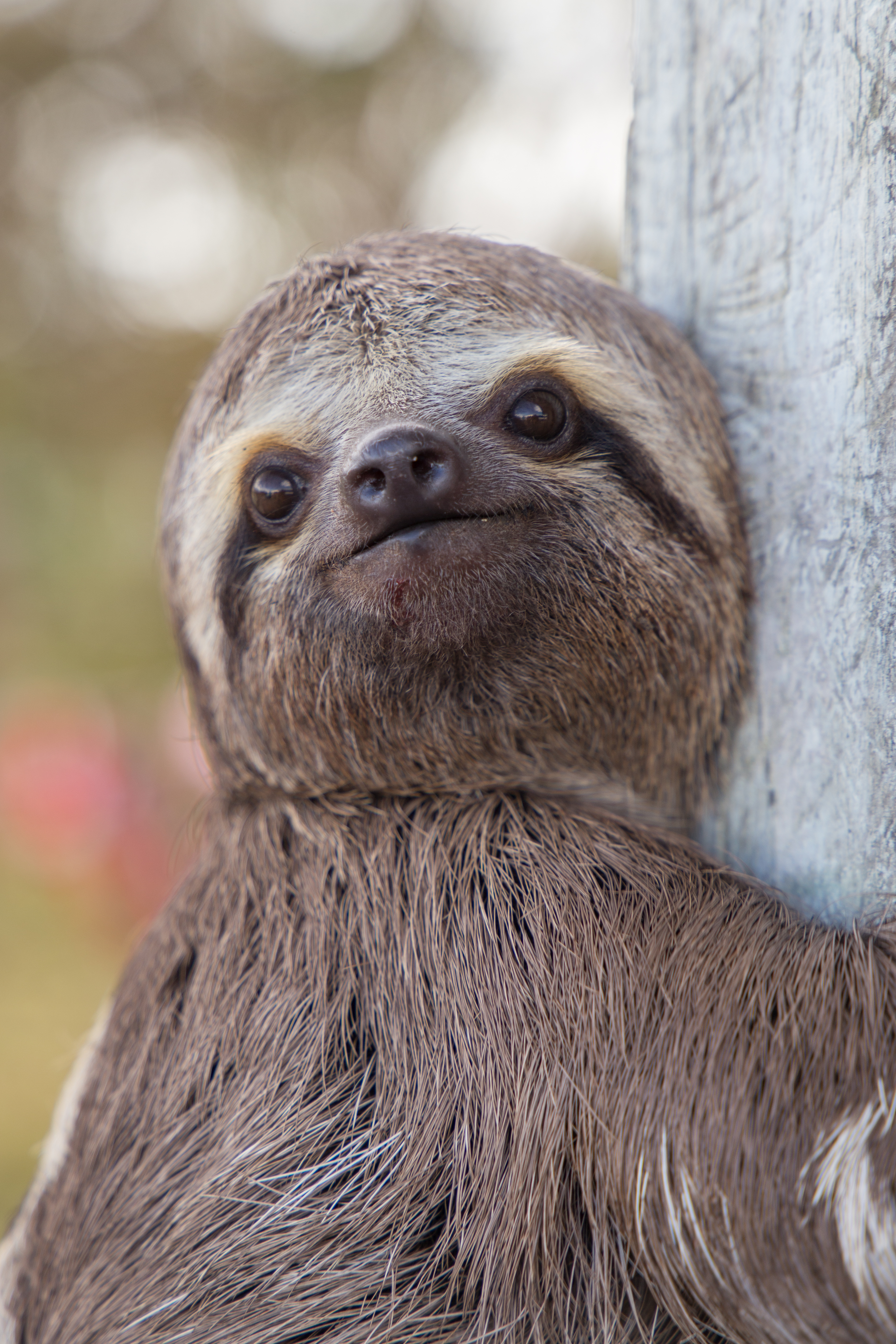
Twarz jest jasna z ciemnymi pręgami otaczającymi oczy

Pauli podaje następujące wymiary: długość ciała (bez ogona) 519–540 mm, długość ogona 52–55 mm, długość ucha 8–22 mm, długość kończyny przedniej 370–450 mm, krótszej tylnej zaś 320–370 mm, tylnej stopy 85–180 mm; masa ciała 3,7–6 kg, znacznie mniej, niż by się wydawało zewnętrznemu obserwatorowi, gdyż ze względu na gęste futro leniwiec sprawia wrażenie większego, niż w rzeczywistości. Dymorfizm płciowy jest nieznaczny, samce są do 10% mniejsze od samic.
Ciało leniwca pstrego porasta bardzo długie, gęste, szorstkie futro. Jest ono barwy szarej, często z odcieniem zielonkawym, który zawdzięcza symbiotycznym glonom Trichophilus, zamieszkującym futro dzięki specjalnej, ułatwiającej to budowie włosów, z poprzecznymi szczelinami. Grubość 0,4 mm. Glony te zapewniają mu kamuflaż wśród zielonych liści tropikalnego lasu.
Twarz jest blada, jasnobrązowa, z kącików bocznych oczu doskroniowo biegną ciemniejsze pręgi. Sprawia to wrażenie maski. Gardło nie jest blade, czym leniwiec pstry odróżnia się od trójpalczastego. Na grzbiecie samce noszą charakterystyczną strukturę zwaną speculum w formie ciemniejszego pasa biegnącego przez kremową do pomarańczowej plamę, niekiedy z mniejszymi ciemniejszymi plamkami po bokach, wyraźniejszą u starszych osobników. Przedziałek futra leży na brzuchu, jako że dużo czasu zwierzę spędza, zwisając z gałęzi grzbietem do dołu.
Niewielka głowa ma skierowane ku przodowi oczy i niewielkie uszy.
Układ pokarmowy leniwca pstrego, jak i innych leniwców, przypomina nieco jego homolog u przeżuwaczy, z dużym jelitem, w którym zachodzi fermentacja. Nie występuje szkliwo zębów.
Kończyny przednie i tylne kończą się trzema palcami zaopatrzonymi w pazury.
Ogon jest szczątkowy.

## Fizjologia
Leniwiec pstry ma dość zmienną temperaturę ciała. Cechuje się powolnym metabolizmem. Stara się więc modyfikować ciepłotę swego ciała poprzez zachowanie. Na przykład rankiem wspina się na wyższe, skąpane w słońcu gałęzie drzew, co pozwala mu się ogrzać. W środku dnia, kiedy jest cieplej, wraca do cienia.

## Systematyka
Gatunek po raz pierwszy zgodnie z zasadami nazewnictwa binominalnego opisał w 1825 roku szwajcarski przyrodnik Heinrich Rudolf Schinz, nadając mu nazwę Bradypus variegatus. Miejsce typowe wedługo oryginalnego opisu to „Ameryka Południowa” (niem. Südamerika). W 1925 roku Mertens ograniczył je do Brazylii, prawdopodobnie Bahii (niem. Brasilien (wahrscheinlich Bahia)), jako że okaz typowy prawdopodobnie pochodził z Bahii. Holotyp to zamontowana skóra samca (sygnatura SMF:MAMM:4313) ze zbiorów Naturmuseum Senckenberg.
Zalicza się on do rodziny leniwcowatych w podrzędzie liściożerów rzędu włochaczy z grupy szczerbaków. Rodzina ta zawiera pojedynczy rodzaj leniwiec. Obejmuje on 4 gatunki: prócz leniwca pstrego obejmuje też leniwce trójpalczastego i karłowatego, czwarty gatunek, wyodrębniany niekiedy do odrębnego rodzaju, to leniwiec grzywiasty. Ten ostatni stanowi grupę siostrzaną kladu tworzonego przez 3 pozostałe gatunki, który oddzielił się odeń około 19–20 milionów lat temu. Leniwiec trójpalczasty wyodrębnił się w kolejnym podziale, około 5–6 milionów lat temu. Prócz tego liściożery obejmują jeszcze rodzinę leniuchowcowatych z dwoma gatunkami leniuchowiec dwupalczasty i leniuchowiec krótkoszyi.
Różni autorzy rozpoznają do dziewięciu podgatunków, ale biorąc pod uwagę ich rozmieszczenie, zmienność geograficzną, skryty tryb życia i brak wyraźnie zróżnicowanych form, rzeczywista liczba podgatunków jest niejasna, a ich taksonomia wymaga ponownej oceny. Autorzy Illustrated Checklist of the Mammals of the World uznają B. variegatus za gatunek monotypowy. IUCN wskazuje za Gardnerem (2007) 7 podgatunków:
- B. v. boliviensis (Gray, 1871),
- B. v. brasiliensis Blainville, 1840,
- B. v. ephippiger R.A. Philippi, 1870,
- B. v. gorgon O. Thomas, 1926,
- B. v. infuscatus Wagler, 1831,
- B. v. trivittatus Cornalia, 1849,
- B. v. variegates Schinz, 1825[33].

Badania genetyczne wskazują na odrębność trzech linii: z Ameryki Środkowej, z zachodniej Amazonii i z lasu atlantyckiego.

### Etymologia
- Bradypus: gr. βραδυπους bradypous „o powolnym kroku, powolny”, od βραδυς bradus „powolny, niemrawy”; πους pous, ποδος podos „stopa”[41].
- variegatus: łac. variegatus „wielobarwny, srokaty”, od variare „urozmaicać barwami, pstrokacić”, od varius „różnorodny”[42].

## Tryb życia
Leniwiec pstry wiedzie niezbyt aktywne życie w koronach drzew. Czas spędza na odpoczynku i żywieniu się liśćmi. Porusza się powoli, z rozwagą, zwiesza się z gałęzi, trzymając się z użyciem swych pazurów. Cały dzień spędza często na jednym ulubionym drzewie (modal tree). Przebywa jednego dnia odległość 40 m. Żyje samotnie. Pojedynczy osobnik zajmuje areał od 0,1 do 19 ha, nie stwierdzono różnic w zależności od płci. Z pewnej części tegoż areału korzysta na wyłączność, jednak areały częściowo zachodzą na obszary zajmowane przez sąsiadujące osobniki płci żeńskiej. Jedynie obszary zajmowane przez samce nie zachodzą na siebie. Aktywność przypadać może i na dzień, i na noc, bardziej jednak na dzień, ze spadkiem w czasie zmierzchu. Większą część doby zwierzę odpoczywa, przy czym spać może od 15 do 18 godzin na dobę, zwieszając się poniżej gałęzi drzew czy też w rozwidleniu gałęzi z głową na klatce piersiowej. Nie szuka sobie kryjówki nawet w razie deszczu.

### Cykl życiowy
Leniwiec pstry praktykuje poligamię. Jeden samiec może kopulować z kilkoma samicami. Samce konkurują ze sobą o dostęp do samic. Pauli powołuje się na badanie z Kostaryki, w którym zaledwie jedna czwarta posiadających własne terytoria samców doczekało się potomstwa, a jeden z nich spłodził połowę młodych. Samice obierają podobną strategię, przebywając w okresie płodnym na terytoriach różnych samców, zwiększając przez to różnorodność genetyczną młodych.
Występuje okres rozrodczy. Rozród przebiega zazwyczaj wiosną, zależąc jednak od roku i miejsca. W Ameryce Środkowej jest to od lutego do maja, w Ameryce Południowej od lipca do listopada. Po kopulacji samica zachodzi w ciążę trwającą 6 miesięcy. Następnie rodzi pojedynczego noworodka. Szczyt porodów przypada na koniec lutego. Młode, mimo że początkowo słabo rozwinięte, potrafi chwycić się brzucha matki, na którym spędza przynajmniej 100 dni. Szybko jednak osiąga niezależność. W efekcie wedle Pauliego już w następnym roku jego matka będzie ponownie zdolna do rozrodu. Jednakże z roku na rok rozmnaża się trzy czwarte samic. Wedle IUCN pomiędzy porodami mija minimum 19 miesięcy. Przeżywalność młodych zdaje się znaczna, najbardziej zagrożone są w okresie krótko po uzyskaniu samodzielności. Pokolenie trwa 6 lat.

## Rozmieszczenie geograficzne
Leniwiec pstry występuje od południowo-wschodniego Hondurasu przez Amerykę Środkową do Kolumbii, w zachodniej i południowej Wenezueli oraz na południe do Ekwadoru, w Peru, większej części Brazylii, północnej Boliwii, Paragwaju i północnej Argentynie. Wedle IUCN w Argentynie w Jujuy prawdopodobnie wyginął, ostatni raz spotkano go tam w 1916 roku, aczkolwiek brakuje badań terenowych w tym obszarze. Nie występuje on już także w brazylijskiej Santa Catarina. Tereny, na których występuje, leża na wysokości od poziomu morza do 2400 m.

## Ekologia

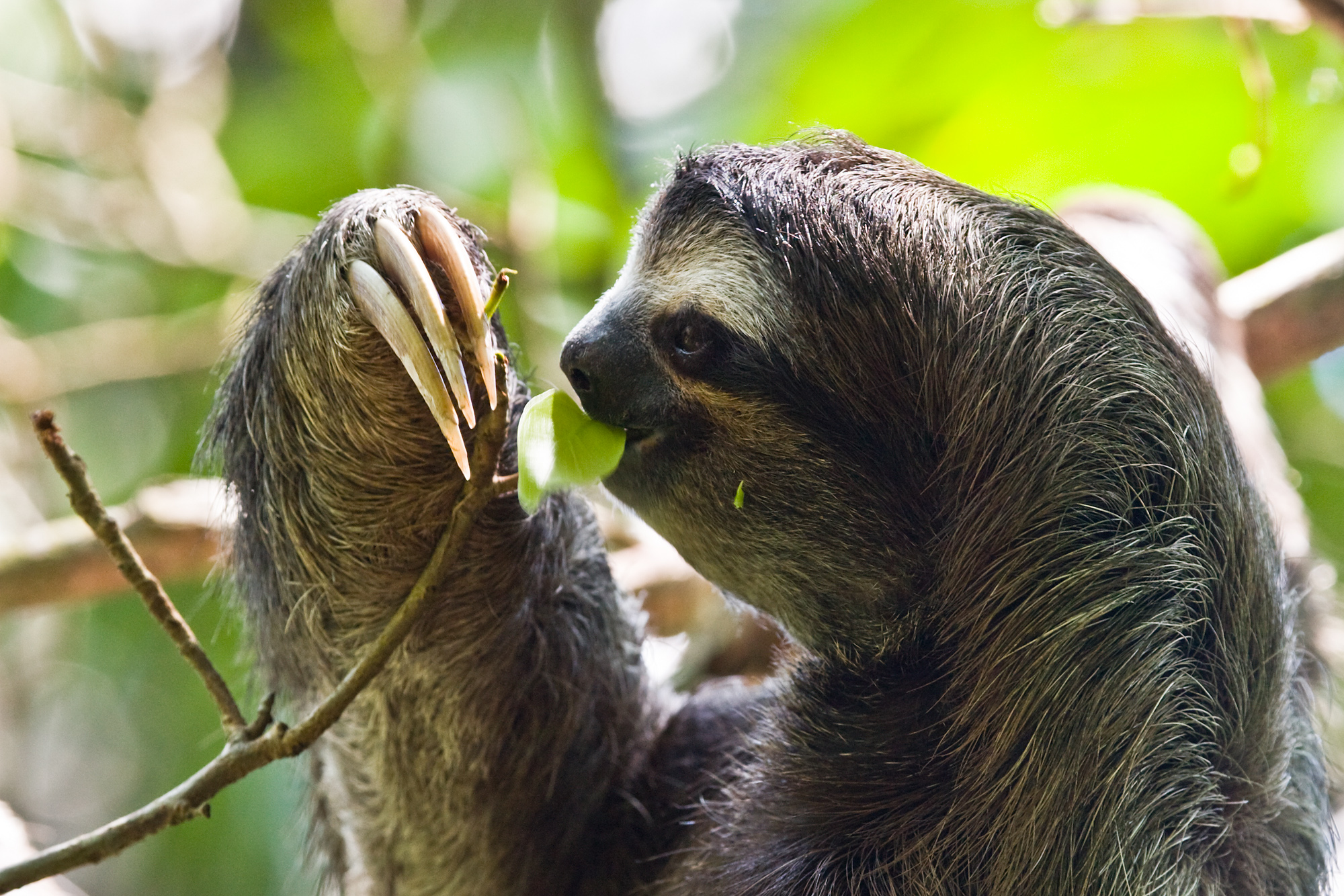
Leniwiec pstry jest liściożercą

Leniwiec pstry zamieszkuje lasy tropikalne o gęstej roślinności. Zasiedla lasy Amazonii, w tym nizinne i przejściowe lasy tropikalne, las mglisty, las atlantycki i sąsiadujące z lasem skraje cerrado. Nie potwierdzono jego obecności w pantanalu, ale może zamieszkiwać jego skraj graniczący z lasami Amazonii. Toleruje zmiany dokonane w środowisku ręką ludzką i może nawet osiągać duże zagęszczenie osobników na terenach rolniczych pod warunkiem zachowania koron drzew. Obszary zmienione przez człowieka zasiedla pod warunkiem sąsiadowania z lasem. Choćby w Kostaryce zależy silnie od obecności nietkniętych lasów. Jako gatunek leniwiec pstry użytkuje wiele gatunków drzew, jednakowoż poszczególne osobniki ograniczają się nie tylko do pewnych wybranych gatunków drzew, ale nawet do kilku ulubionych osobników, tzw. modal trees, na których spędzają większość czasu i pod które schodzą raz na tydzień celem defekacji. Preferują zwłaszcza drzewa obficie porośnięte lianami i wystawione na promienie słońca. W Kostaryce zwłaszcza Cecropia obtusifolia i Coussaposa villosa, aczkolwiek w tym samym kraju zasiedla także plantacje kakaowca. W Brazylii sąsiaduje z leniwcem grzywiastym.
Jak inne leniwcowate, leniwiec pstry jest roślinożercą. W przeciwieństwie do leniuchowcowatych o nieco szerszej diecie jest wyspecjalizowanym liściożercą. Ogólnie leniwce pstre konsumują liście 50 różnych gatunków roślin. Lubią zwłaszcza młode liście, prawdopodobnie o większej wartości odżywczej. Połknięte liście ulegają powolnemu trawieniu w jelicie cienkim, leniwiec cechuje się jednym z najwolniejszych temp trawienia. Obrabia 5,1 g liści na kilogram masy swego ciała na dzień. W trawieniu uczestniczą symbiotyczne bakterie Firmicutes i Proteobacteria, zwłaszcza Neisseria. Faunę bakteryjną określa się jako konserwatywną.
Raz w tygodniu leniwiec pstry schodzi z drzewa na ziemię, kilkadziesiąt metrów niżej. Rozgrzebuje niewielkim ogonem glebę i w utworzonym w ten sposób zagłębienie oddaje kał. Zagrzebuje go, a następnie wraca do piętra koron drzew. W złożonym kale jaja pozostawiają żyjące w sierści leniwca ćmy. Z jaj wylęgają się poczwarki, które po przeobrażaniu wylatują, szukając leniwca, w którego futrze będą mogły spędzić dalszą część życia. Jako że leniwiec załatwia się pod modal tree, znajdują często tego samego osobnika, na kale którego wyrosły. Motyle te zwiększają dostępność azotu w futrze leniwca, dzięki czemu z kolei ułatwiają w nim wzrost symbiotycznych glonów, które nie tylko ułatwiają kamuflaż w lesie, ale też dostarczają leniwcowi dodatkowego źródła pokarmu.

## Zagrożenia i ochrona
Populacja wydaje się liczna. Zagęszczenie wypada różnie w różnych badaniach. W suchych lasach Kolumbii wynosi ono od 0,6 do 4,5 zwierzęcia na hektar, na Isla Palma 0,7. W Amazonii to 2,2–6,7 leniwca pstrego na hektar lasu, w Panamie aż 8,5. Zwierzę nie stroni od skwerów ludzkich, gdzie zagęszczenie potrafi osiągnąć 12,5 osobnika na ha. Trend populacyjny nie jest znany, ale nic nie wskazuje na szybki spadek. Biorąc to pod uwagę, jak również szeroki zasięg występowania, obejmujący liczne obszary chronione, IUCN klasyfikuje leniwca pstrego jako gatunek najmniejszej troski. Gatunek obejmuje załącznik II CITES.
Wydaje się, że globalnie gatunkowi nic nie zagraża. Zmniejsza się jednak liczebność pewnych populacji, zwłaszcza zamieszkującej las atlantycki oraz Kolumbię. Do zagrożeń zalicza się wylesianie powodujące niszczenie i fragmentację siedlisk. Ponadto miejscowa ludność poluje na leniwce pstre. W Kolumbii i północno-wschodniej Amazonii w Brazylii konsumuje się je, służą także miejscowej medycynie. W Kolumbii młode sprzedawane są nielegalnie turystom jako zwierzęta domowe. Dochodzi do tego śmiertelność w wypadkach na drogach.